# دریاچه یاماناکا
دریاچه یاماناکا انگلیسی: 山中湖, Yamanaka-ko در دهکده یاماناکاکو، یاماناشی در استان یاماناشی در نزدیک کوه فوجی، ژاپن واقع شده‌است.